# 安福乡 (宁都县)
安福乡，是中华人民共和国江西省赣州市宁都县下辖的一个乡镇级行政单位。

## 行政区划
安福乡下辖以下地区：
安福村、西甲村、马迹村、社溪村、力源村和罗陂村。